# 陸有仁
陸有仁（1742年—1802年），即汪有仁，字靜巖，浙江省杭州府錢塘縣（今浙江省杭州市）人。清朝大臣，清朝乾隆三十四年進士，隨後被分發為刑部主事，後歷任直隸布政使、甘肅布政使、刑部右侍郎、工部右侍郎等職，最後在陝西巡撫任上過世。

## 生平
乾隆三十四年（1769年），陸有仁在當年的己丑科殿試，獲得了二甲第四十二名的成績，被賜予了進士出身的身分。隨後被分發為正六品的刑部主事，在三十七年（1772年）時補官。
乾隆四十年（1775年），升任從五品刑部員外郎。
乾隆四十二年（1777年），升任正五品刑部郎中。
乾隆四十五年（1780年），以刑部郎中的身分擔任這一年的貴州鄉試正考官。
乾隆四十六年（1781年），外放授為從四品的廣西省梧州府（今廣西壯族自治區梧州市）知府。
乾隆四十九年（1784年），調任為太平府（今崇左市一帶）知府。
乾隆五十二年（1787年），安南國發生內訌，有些邊境夷人便率領家眷來投奔清朝，而因為陸有仁詳細詢問夷人的官員，並且援助接濟等各方面都處理得宜，被總督孫士毅上奏，並請求留同防邊，後得旨嘉獎。因此陸有仁便被提拔為正四品的福建省延建邵道道員。
乾隆五十四年（1789年），調任為福建省督糧道（督運漕糧）道員。
乾隆五十五年（1790年），升任為正三品的山東按察使，負責整個山東的刑名、司法等職務。
乾隆五十七年（1792年），五月，升任為從二品的直隸布政使。

## 延伸阅读
[在维基数据编辑]
 《清史稿/卷358》，出自趙爾巽《清史稿》